# Gustave Lager
 (décembre 2014).
Gustave Lager, né le 30 mars 1913 à Alger et mort le 2 octobre 1995 à Paris, était un officier de l'Armée de l'air de la France libre, Compagnon de la Libération par décret du 29 Mars 1943.

## Biographie

### Formation
Fils d'industriels, il entre en octobre 1931 à l'École spéciale militaire de Saint-Cyr, après son baccalauréat, et en sort sous-lieutenant en 1933. Malgré plusieurs demandes pour intégrer l'école des observateurs aériens, il est affecté au 3e régiment de zouaves stationné à Constantine en Algérie. En mars 1939, il obtient satisfaction et devient observateur stagiaire à l'Escadrille saharienne no 591. En juin 1939, il intègre l'Armée de l'air et est nommé au groupe aérien d'observation no 585 à Sétif (Algérie) avec le grade de lieutenant. D'août à décembre 1939, il effectue un stage à Melun avant d'être affecté à l'école de perfectionnement au pilotage de Meknès (Maroc) où il est promu capitaine.

### Seconde Guerre mondiale

#### Départ pour l'Angleterre
Membres de l'école de perfectionnement au pilotage de Meknès, le capitaine Jacques de Vendeuvre et ses compagnons, les capitaines Gustave Lager et Michel Meyrand, les lieutenants Pierre Aubertin et Pierre Tassin de Saint-Péreuse et le sous-lieutenant Robert Weill sont à Casablanca, en partance pour le centre d'instruction de Toulouse, quand ils apprennent la demande d'armistice du maréchal Pétain. Ils décident de continuer le combat en Afrique du Nord si le général Noguès commandant en chef du théâtre d'opérations d'Afrique du Nord confirme sa volonté de ne pas accepter l'armistice et, dans le cas contraire, de rejoindre l'Angleterre.
Quand, le 29 juin 1940, leur parviennent la nouvelle de la libération de l'ensemble des prisonniers de guerre italiens détenus au Maroc et la décision qu'au 1er juillet, tous les avions doivent être rendus inutilisables, ils décident de partir pour rejoindre l'Angleterre.
Le 30 juin 1940, les 6 aviateurs, rejoints par le lieutenant Jean-Pierre Berger et le sous-lieutenant Bertrand Jochaud du Plessix, prennent la navette qui les conduit, comme d'habitude, sur le terrain d'aviation de Berrechid situé à une cinquantaine de kilomètres au Sud de Casablanca. Munis de faux ordres de mission, ils prennent 3 Glenn Martin.
- Dans le premier appareil piloté par le capitaine Jacques de Vendeuvre, prennent place le lieutenant Jean-Pierre Berger et le sous-lieutenant Bertrand Jochaud du Plessix.
- Dans le deuxième appareil piloté par le capitaine Gustave Lager, prennent place les lieutenants Pierre Aubertin et Pierre Tassin de Saint-Péreuse.
- Dans le troisième appareil piloté par le capitaine Michel Meyrand, essaye de prendre place le sous-lieutenant Robert Weill. Celui-ci, n'arrivant pas à ouvrir la porte arrière de l'appareil, monte finalement dans le premier appareil piloté par Vendeuvre.

À 16 heures, les avions décollent et parcourent le trajet sans incident. Parvenus à hauteur de Gibraltar, les appareils pilotés par Lager et Meyrand se posent sans encombre sur le terrain du Rocher, surprenant la vigilance de la DCA espagnole de Franco. L'appareil de Vendeuvre, plus lent car surchargé, est alors pris à partie par l'ensemble des canons antiaériens espagnols et s'écrase dans le port. Les vedettes britanniques venues à leur secours recueillent les corps des quatre premiers morts de la France libre. Arrivé en Angleterre le 13 juillet 1940, il s'engage immédiatement dans les Forces aériennes françaises libres et est affecté au Groupe mixte de combat n°1 (GMC 1) qui est dirigé sur l'Afrique.

#### Afrique et Proche-Orient
En septembre 1940, le GMC 1 participe à la bataille de Dakar puis est dirigé le 8 octobre sur le Cameroun d'où il prend part, en novembre, à la campagne du Gabon. En février 1941, Gustave Lager est affecté au Groupe réservé de bombardement no 1 (GRB1) comme pilote observateur, retrouve Pierre Tassin de Saint-Péreuse et participe au soutien aérien pendant la bataille de Koufra. De fin mars à juillet 1941, il participe à la campagne d'Abyssinie où son équipage abat, lors de l'attaque sur Gondar le 13 mai 1941, un chasseur italien Fiat CR.42 Falco. En septembre 1941, après la campagne de Syrie, le GRB1 est envoyé à Damas où il prend le nom de Groupe de bombardement Lorraine. En octobre 1941, Gustave Lager, nommé capitaine, prend le commandement de la 1re escadrille du groupe Lorraine qui est envoyé en Égypte et prend part à la guerre du désert, bombardant dans les régions de Bardia et du col d'Halfaya les colonnes de ravitaillement et combattantes de l'Afrika Korps. Fin janvier 1942, le groupe de bombardement est renvoyé en Syrie. En mars, il est affecté à l'état-major des FAFL à Beyrouth et, promu commandant en juin 1942, il est envoyé à la base aérienne de Rayak. En janvier 1943, il est promu commandant de l'air et rejoint son poste à Djibouti avant de retourner à Rayak au commandement du bataillon de l'air no 2 en mars 1943. En octobre 1943, il est envoyé au Maroc pour suivre une formation sur bombardier.

#### Retour en France
En juillet 1944, il rejoint le Escadron de transport 2/61 Franche-Comté
en tant que commandant en second, prenant part à la campagne Sardaigne puis à la libération de la France.
Un peu après le débarquement de Provence, le 19 août 1944, son appareil est touché par la DCA allemande. Il est fait prisonnier et est enfermé dans un fort de Toulon, puis contribue le 23 août à la reddition de la garnison de Toulon, forte de 400 hommes, permettant la libération rapide de la ville. En novembre 1944, il prend le commandement du groupe de bombardement Franche-Comté et termine la guerre avec le grade de lieutenant-colonel.

### Après la guerre
Après la guerre jusqu'en mars 1946, il est commandant du centre d'instruction sur Martin B-26 Marauder à Djedeida. De 1947 à 1949, il commande la 62e escadre aérienne puis il est envoyé en Indochine en 1949 et 1950, avant d'être affecté en Allemagne de 1951 à 1954.
En 1954, nommé colonel, il est envoyé en Algérie où il prend le commandement du groupe aérien tactique no 1, avant de rejoindre la Base aérienne d'Avord dans le centre de la France. En 1959, il est envoyé à Tananarive où il prend la tête de la zone aérienne d'Outremer no 3.
Il passe général de brigade en février 1962 et commande alors l'École de formation des sous-officiers de l'Armée de l'air ainsi que la Base 721 à Rochefort. En 1964, il est nommé assistant spécial du commandant en chef des Forces alliées Sud-Europe.
Il prend sa retraite en 1966, à l'âge de 53 ans. Il meurt à Paris le 2 octobre 1995 âgé de 82 ans.

## Décorations et médailles
- Grand officier de la Légion d'honneur
- Compagnon de la Libération par décret du 29 Mars 1943
- Croix de guerre 1939-1945 (6 citations)
- Croix de guerre des Théâtres d'opérations extérieurs
- Croix de la Valeur militaire avec palme
- Médaille de la Résistance française
- Médaille coloniale avec agrafes « Koufra », « Érythrée », « Abyssinie », « Libye », « E-O »
- Médaille de l'Aéronautique
- Air Medal (USA)
- Grand officier du Nicham Iftikar (Tunisie)
- Commandeur de l'Ordre National de la République Malgache (Madagascar)